# Tønnes Christian Bruun de Neergaard
Tønnes Christian Bruun de Neergaard (26. november 1776 på Svenstrup – 14. januar 1824 i Paris) var en dansk godsejer, mæcen og amatørkunstner.
Han var søn af etatsråd Jens Bruun de Neergaard til Svenstrup og Skjoldenæsholm. Ved sin moders foranstaltning fik han en omhyggelig opdragelse, blev student 1795, kammerjunker 1800, ejede i nogle år herregårdene Bonderup og Merløsegård og fra 1804 godset Hütten i Sønderjylland. 1804 giftede han sig i Wien med Therese Louise Bernhardine baronesse af Monnagetha og Lerchenau. En stor del af sin levetid tilbragte han i Paris og på rejser omkring i de europæiske lande, deriblandt Spanien og Rusland. 1797-99 var han i Tyskland og Østrig; derefter Frankrig og Italien, 1802 Spanien, 1804 Sverige, derefter Sankt Petersborg og siden levede han primært i Paris.
Neergaard havde mange videnskabelige og kunstneriske interesser; navnlig drev han mineralogiske studier og rejste bl.a. i Alperne med naturforskeren Déodat Gratet de Dolomieu og senere i Spanien og Italien med mineraloger og tegnere. Han opsøgte tidens førende ånder og saloner (fx Johann Gottfried Herder i Weimar og Mme Récamier i Paris) og omgikkes eller lod sig ledsage af kunstnere (fx François Gérard, Pierre Paul Prud'hon, Jacques-Louis David, Philibert-Louis Debucourt og Thomas-Charles Naudet). Efterhånden samlede han sig betydelige samlinger, både af kunstsager og mineraler. Ved alt dette brugte han mange penge, så at hans godsindtægter ikke forslog, og da han havde anvendt meget på et stort fransk rejseværk over Norditalien, hvoraf 2 bind udkom (1812 ff.) med 100 ikke overdrevent heldige kobbere af Debucourt, og dette ingen afsætning fik, var hans formue omtrent ødelagt ved hans død, der indtraf i Paris 14. januar 1824. Foruden afhandlinger i danske og udenlandske tidsskrifter, især vedrørende naturvidenskaberne og de skønne kunster, udgav han (i Paris) flere bøger på fransk, deriblandt en dagbog over Dolomieus sidste alperejse (1802).
Hans kunstsamling omfattede især franske gouacher, som inden hans død blev solgt i Paris. I samlingen var også nogle danske kunstnere repræsenteret (fx C.W. Eckersberg, J.-F.-J. Saly, Heinrich Grosch og Elias Meyer). Han var selv dilettant inden for kunsten, og 9 raderinger af Neergaard solgtes på G.L. Lahdes dødsboauktion 1835. Som mæcen spillede han imidlertid en langt større rolle. Han bidrog økonomisk til Eckersbergs første udenlandsrejse (1810), ledsagede ham til Paris og indførte ham i Davids atelier. Sandsynligvis med udgivelse for øje tilskyndede han Eckersberg til at udføre prospekter på rejsen. Neergaard var æresmedlem af det svenske kunstakademi.

## Udgivelser
- Sur la situation des beaux arts en France ou Lettres d'un Danois à son ami (1801)
- Les loisirs d'un étranger à Paris (1802)
- De l'état actuel des états à Gèneve (1802)
- "Efterretninger om Kunsten m. v. i Sverige" i Minerva (1804)
- Lettre sur la galerie de Dusseldorf (1806)
- Voyage pittoresque et historique du Nord de l'Italie (1812-20, illustreret af Naudet og Debucourt)
- Mes pensées (1813)